# Liste d'États fantoches
Cet article dresse une liste d'États fantoches, c'est-à-dire d'États dont l'action est considérée, par d'autres acteurs, comme étant dictée par une puissance extérieure. Les États de cette liste sont regroupés par période historique, et la puissance tutélaire évoquée dans les sources est indiquée. Le statut de « fantoche » n'est pas officiel, c'est surtout un terme péjoratif, récusé par les États en question.

## États actuels décrits comme «fantoches»
| État                                                | Puissance alliée    | Depuis | Personne ou entité utilisant le terme « fantoche »                  |
| --------------------------------------------------- | ------------------- | ------ | ------------------------------------------------------------------- |
| Chypre du Nord                                      | Turquie             | 1983   | Chercheur de l'Institut français de géopolitique interviewé sur RFI |
| Abkhazie                                            | Russie              | 1992   |                                                                     |
| Biélorussie (reconnue par l'ONU)                    | Russie              | 1997   |                                                                     |
| Ossétie du Sud-Alanie                               | Russie              | 1991   |                                                                     |
| Transnistrie                                        | Russie              | 1991   | France 24                                                           |
| Conseil politique suprême ( Yémen)[réf. nécessaire] | Iran                | 2016   |                                                                     |
| Conseil de transition du Sud ( Yémen)               | Émirats arabes unis | 2017   |                                                                     |
| Conseil de direction présidentiel ( Yémen)          | Arabie saoudite     | 2022   |                                                                     |

## Anciens États décrits comme «fantoches»

### Républiques sœurs (1794-1814)
| Nom                        | Localisation                                                          | État tutélaire                                   | Période   |
| -------------------------- | --------------------------------------------------------------------- | ------------------------------------------------ | --------- |
| République d'Alba          | Italie (Piémont)                                                      | Première République (France)                     | 1796      |
| République ancônitaine     | Italie (Marches)                                                      | Première République (France)                     | 1797-1798 |
| République d'Asti          | Italie (Piémont)                                                      | Première République (France)                     | 1797      |
| République batave          | Pays-Bas                                                              | Première République (France) puis Premier Empire | 1795-1806 |
| République bergamasque     | Italie (Lombardie)                                                    | Première République (France)                     | 1797      |
| République bolonaise       | Italie (Émilie-Romagne)                                               | Première République (France)                     | 1796      |
| République bouillonnaise   | Belgique (Wallonie)                                                   | Première République (France)                     | 1794-1795 |
| République bresciane       | Italie (Lombardie)                                                    | Première République (France)                     | 1797      |
| République cisalpine       | Italie                                                                | Première République (France)                     | 1797-1802 |
| République cispadane       | Italie                                                                | Première République (France)                     | 1797      |
| République cisrhénane      | Allemagne                                                             | Première République (France)                     | 1797-1802 |
| République du Connaught    | Irlande (Connacht)                                                    | Première République (France)                     | 1798      |
| République crémasque       | Italie (Lombardie)                                                    | Première République (France)                     | 1797      |
| République de Dantzig      | Pologne                                                               | Premier Empire                                   | 1807-1814 |
| Royaume d'Étrurie          | Italie (Toscane)                                                      | Premier Empire                                   | 1807      |
| République helvétique      | Suisse                                                                | Première République (France)                     | 1798-1803 |
| République italienne       | Italie                                                                | Première République (France) puis Premier Empire | 1802-1805 |
| République liégeoise       | Belgique (Wallonie)                                                   | Première République (France)                     | 1789-1791 |
| République ligurienne      | Italie (Ligurie)                                                      | Première République (France) puis Premier Empire | 1797-1805 |
| République de Lucques      | Italie (Toscane)                                                      | Première République (France) puis Premier Empire | 1799-1805 |
| République de Mayence      | Allemagne (Rhénanie-Palatinat)                                        | Première République (France)                     | 1793      |
| République parthénopéenne  | Italie (Campanie)                                                     | Première République (France)                     | 1799      |
| République de Pescara (en) | Italie (Abruzzes)                                                     | Première République (France)                     | 1798-1799 |
| République piémontaise     | Italie (Piémont)                                                      | Première République (France)                     | 1798-1799 |
| République rauracienne     | Suisse (cantons de Bâle, Berne et Jura) France (département du Doubs) | Première République (France)                     | 1792-1793 |
| République rhodanienne     | Suisse (canton du Valais)                                             | Première République (France) puis Premier Empire | 1802-1810 |
| République romaine         | Italie Vatican                                                        | Première République (France)                     | 1798-1799 |
| République subalpine       | Italie (Piémont)                                                      | Première République (France)                     | 1800-1802 |
| République tibérine        | Italie (Ombrie)                                                       | Première République (France)                     | 1798      |
| République transpadane     | Italie (Lombardie)                                                    | Première République (France)                     | 1797      |

### Première Guerre mondiale
| État fantoche                    | Empire tutélaire | Période   |
| -------------------------------- | ---------------- | --------- |
| Royaume de Pologne               | Empire allemand  | 1916-1918 |
| République populaire ukrainienne | Empire allemand  | 1917-1921 |

### Seconde Guerre mondiale

#### Asie
| État fantoche                                                                           | Puissance tutélaire | Période             |
| --------------------------------------------------------------------------------------- | ------------------- | ------------------- |
| Mandchoukouo                                                                            | Empire japonais     | 1932–1945           |
| Mengjiang                                                                               | Empire japonais     | 1936–1945           |
| Gouvernement chinois collaborant avec l'armée japonaise d'occupation                    | Empire japonais     | 1940–1945           |
| Gouvernement vietnamien collaborant avec l'armée japonaise                              | Empire japonais     | De mars à août 1945 |
| Gouvernement cambodgien collaborant avec l'armée japonaise                              | Empire japonais     | De mars à août 1945 |
| Gouvernement indien mis en place par l'armée japonaise dans les îles Andaman-et-Nicobar | Empire japonais     | De mars à août 1945 |
| Gouvernement birman collaborant avec l'armée japonaise                                  | Empire japonais     | 1943–1945           |
| Gouvernement philippin collaborant avec l'armée japonaise                               | Empire japonais     | 1943–1945           |
| Volontaires indonésiens collaborant avec l'armée japonaise                              | Empire japonais     | 1943–1945           |
| Turkestan oriental                                                                      | Union soviétique    | 1944-1945           |

#### Europe
| État fantoche                                                 | Puissance tutélaire                                | Période        |
| ------------------------------------------------------------- | -------------------------------------------------- | -------------- |
| Protectorat de Bohême-Moravie (1939-1945)                     | Troisième Reich                                    | 1939-1945      |
| République slovaque                                           | Troisième Reich                                    | 1939-1945      |
| Royaume albanais                                              | Italie fasciste                                    | 1939-1943      |
| République démocratique finlandaise                           | Union soviétique                                   | 1939-1940      |
| République socialiste soviétique d'Estonie                    | Union soviétique                                   | 1940           |
| République socialiste soviétique de Lettonie                  | Union soviétique                                   | 1940           |
| République socialiste soviétique de Lituanie                  | Union soviétique                                   | 1940           |
| État français (Régime de Vichy)                               | Troisième Reich                                    | 1940-1945      |
| Roumanie (état national-légionnaire puis junte antonescienne) | Troisième Reich                                    | 1940-1944      |
| Croatie fasciste                                              | Troisième Reich & Italie fasciste jusqu'en 1943    | 1941-1945      |
| Gouvernement de salut national (Serbie),                      | Troisième Reich                                    | 1941-1944      |
| Gouvernorat italien du Monténégro                             | Italie fasciste jusqu'en 1943 puis Troisième Reich | 1941-1944      |
| État grec collaborationniste                                  | Troisième Reich & Italie fasciste jusqu'en 1943    | 1941-1944      |
| République sociale italienne (« république de Salò »)         | Troisième Reich                                    | 1943-1945      |
| Royaume albanais                                              | Troisième Reich                                    | 1943-1944      |
| Macédoine pro-nazie                                           | Troisième Reich                                    | Septembre 1944 |
| Gouvernement d'unité nationale (Hongrie)                      | Troisième Reich                                    | 1944-1945      |
| Royaume d'Irak                                                | Royaume-Uni                                        | 1941-1947      |

### Guerre froideet suites jusqu'à la fin duXXesiècle
| État fantoche                                   | Puissance tutélaire | Période     |
| ----------------------------------------------- | ------------------- | ----------- |
| République populaire mongole                    | Union soviétique    | 1924-1992   |
| Albanie prosoviétique                           | Union soviétique    | 1944-1956   |
| République fédérative socialiste de Yougoslavie | Union soviétique    | 1944-1948   |
| Pologne prosoviétique                           | Union soviétique    | 1944-1989   |
| Roumanie prosoviétique                          | Union soviétique    | 1944-1989   |
| Hongrie prosoviétique                           | Union soviétique    | 1944-1989   |
| Bulgarie prosoviétique                          | Union soviétique    | 1944-1989   |
| Tchécoslovaquie prosoviétique                   | Union soviétique    | 1945-1989   |
| République démocratique allemande               | Union soviétique    | 1949-1989   |
| Albanie pro-chinoise                            | Chine               | 1957-1991   |
| Corée du Nord                                   | Union soviétique    | 1945-actuel |
| République du Viêt Nam                          | États-Unis          | 1955-1975   |
| Viêt Nam prosoviétique                          | Union soviétique    | 1946-1991   |
| Laos prosoviétique                              | Union soviétique    | 1975-1991   |
| République khmère                               | États-Unis          | 1970-1975   |
| Kampuchéa démocratique                          | Chine               | 1975-1979   |
| République populaire du Kampuchéa               | Viêt Nam            | 1979-1993   |
| Éthiopie prosoviétique                          | Union soviétique    | 1974-1987   |
| Bénin prosoviétique                             | Union soviétique    | 1974-1982   |
| République du Koweït                            | Irak                | 1990        |
| République serbe de Krajina                     | Yougoslavie         | 1991-1995   |
| République croate d'Herceg-Bosna                | Croatie             | 1991-1994   |
| Afghanistan prosoviétique                       | Union soviétique    | 1978-1992   |
| Afghanistan prosaoudien                         | Arabie saoudite     | 1992-2002   |

### XXIesiècle
| État                                      | Puissance alliée | Période       | Personne ou entité utilisant le terme « fantoche » |
| ----------------------------------------- | ---------------- | ------------- | --- |
| Afghanistan proaméricain                  | États-Unis       | 2004 - 2021   | George Tenet, (en) At the Center of the Storm: My Years at the CIA, Harper & Collins, 2007, 576 p. (ISBN 0-06-114778-8 et 978-0-06-114778-4) p. 187-225.                                              |
| Haut-Karabagh                             | Arménie          | 1991 — 2023   | Jean-Philippe Lefief, « Haut-Karabakh : comprendre ce conflit centenaire qui embrase les relations entre l'Azerbaïdjan et l'Arménie », sur lemonde.fr, 21 septembre 2023 (consulté le 17 avril 2024)  |
| Territoires occupés par la Russie, dont : | Russie           | 1992 — actuel | Hélène Richard, Russie : vers une nouvelle guerre froide ?, Paris, La Documentation française, 2016, 192 p. (lire en ligne)                                                                           |
| République populaire de Donetsk           | Russie           | 2014 — 2022   | Le Journal du Dimanche |
| République populaire de Lougansk          | Russie           | 2014 — 2022   | Céline Marangé, « Radioscopie du conflit dans le Donbass », Les Champs de Mars, vol. 29, no 1,‎ 2017, p. 13–29 (ISSN 1253-1871, DOI 10.3917/lcdm.029.0013, lire en ligne, consulté le 25 février 2024) |